# Stemphylium vesicarium
 Stemphylium vesicarium  ist ein Pilz, der die Schwarzfleckenkrankheit an Birnen verursacht. Dadurch entstehen große wirtschaftliche Schäden im Birnenanbau.

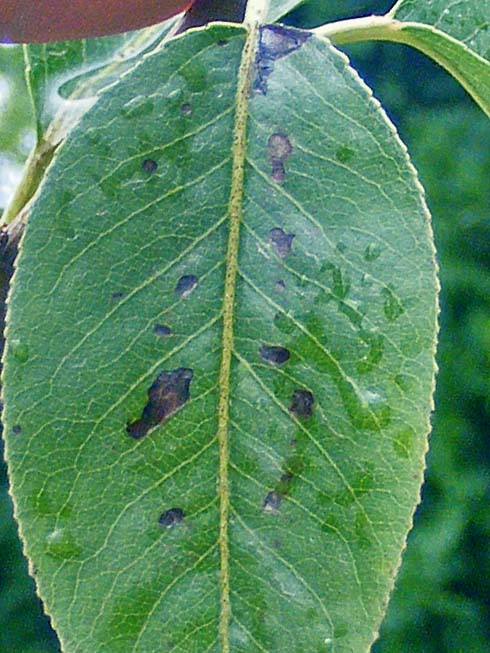
Schwarzfleckenkrankheit am Blatt von Josephine von Mechelen. Die helleren Bereiche im Inneren mancher Flecke sind getrocknetes totes Gewebe.

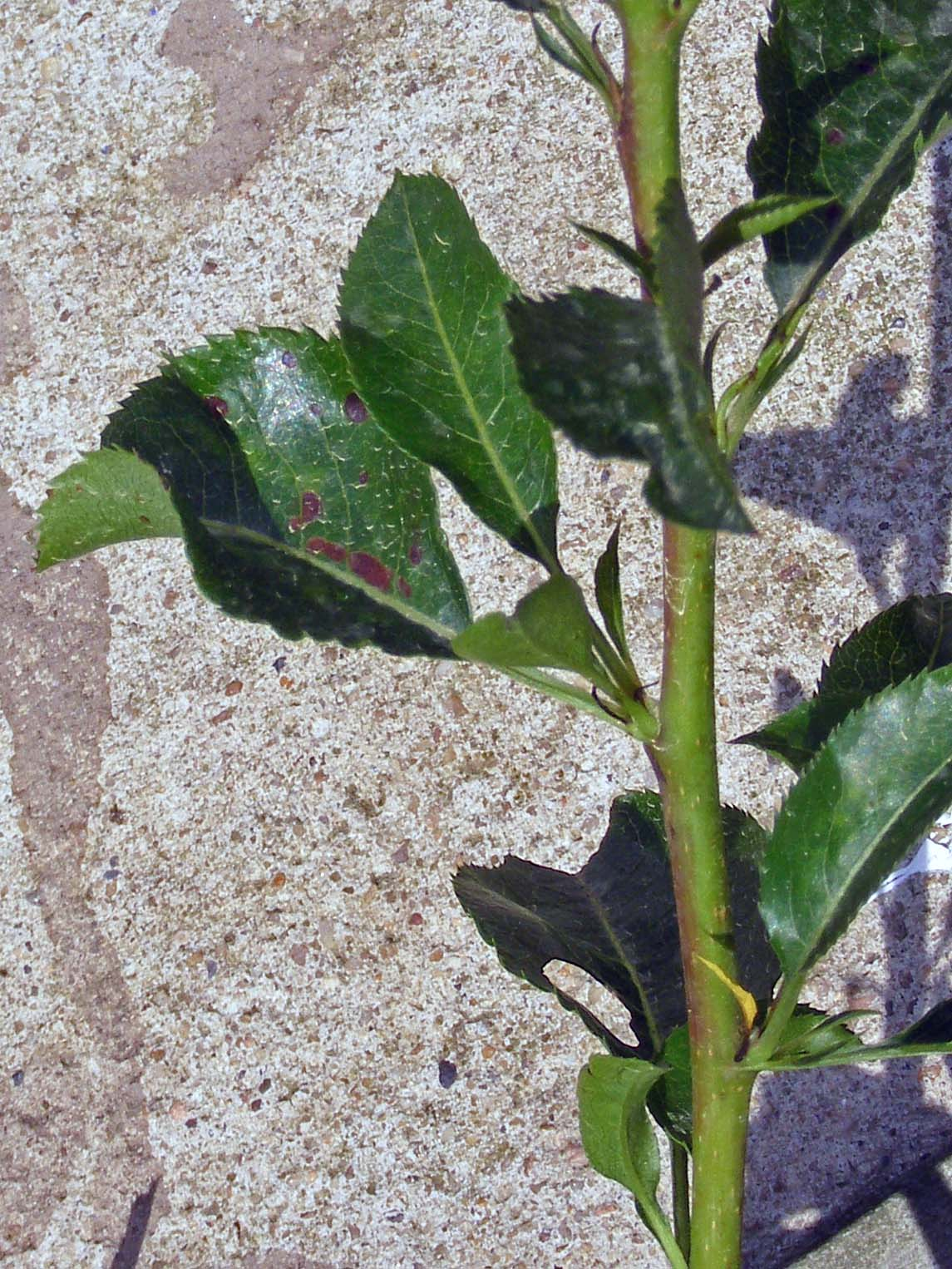
Schwarzfleckenkrankheit auf einem Blatt am Seitentrieb des Stammbildners einer Zwergbirne Gute Luise. Die hellen Strukturen auf dem Blatt sind Mancozeb-Staub an den Rändern getrockneter Regentropfen.

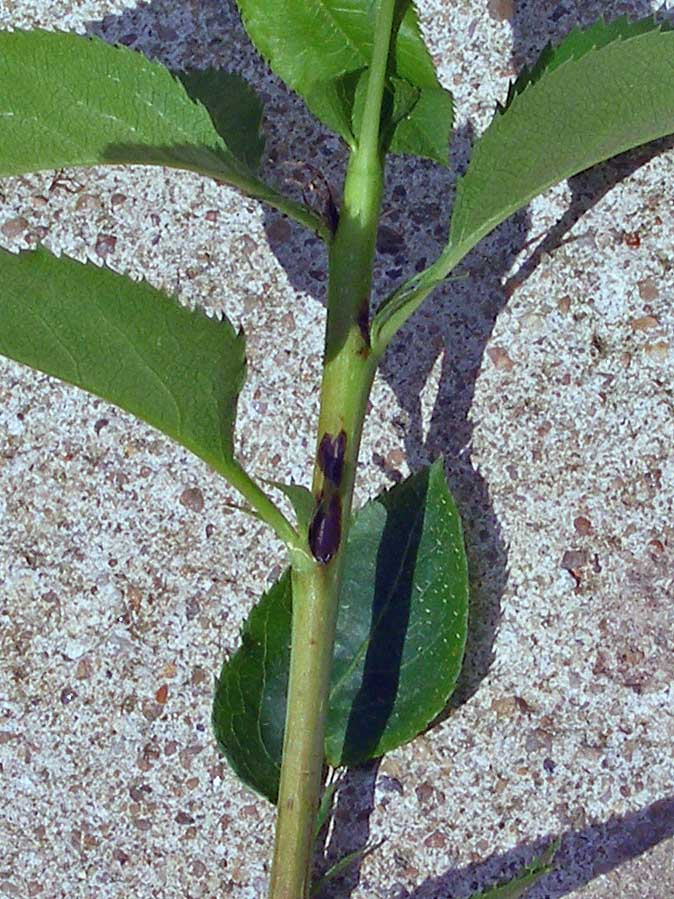
Schwarzfleckenkrankheit direkt am Seitentrieb.

## Beschreibung
Der Pilz hat zwei Entwicklungsstadien. Das asexuelle, anamorphe Stadium heißt Stemphylium vesicarium. Das sexuelle, teleomorphe Stadium heißt Pleospora allii und lebt saprophytisch auf abgefallenem Laub, Früchten und anderen Pflanzenresten auf dem Boden. Es  bildet Ascosporen in Pseudothecium-Fruchtkörpern. Die Ascosporen werden durch Regen aufgewirbelt und gelangen auf die Pflanzen. Sie keimen bei geeigneter Temperatur und Feuchtigkeit, bei 21 bis 23 °C etwa drei Stunden nach Befeuchtung. Das geschieht meist ab dem späten Frühjahr. Erste Symptome können schon etwa 48 Stunden später erscheinen. Stemphylium vesicarium produziert die beiden Gifte SV-toxin I und SV-toxin II, die das Gewebe der Pflanze abtöten. Die abgestorbenen Bereiche bilden schwarze Flecke, die sich vergrößern. Die Flecke können an allen grünen Bereichen der Pflanze auftreten. Sie befinden sich meist an den Blättern, aber auch an den Früchten und an grünen Ästen, bei jungen Früchten an den Kelchblättern (Calyx), bei reiferen Früchten mehr in der Mitte. Die ersten Symptome werden im späten Frühjahr sichtbar, wachsen und vermehren sich dann während der Vegetationsperiode. Wachstum und Entwicklung der Pflanze werden gehemmt. Die Ernte wird bis 95 % reduziert. Im Sommer bildet Stemphylium vesicarium Konidiosporen. Die Konidiosporen werden durch Wind weggetragen und verbreiten die Infektion auf andere Pflanzen. An allen abgestorbenen Bereichen der Pflanzen sind Konidiosporen zu finden, jedoch nicht auf den grünen lebenden Bereichen. Die Konidiosporen sitzen auf aufrechten Konidiophoren (Konidienträgern) mit einer einzelnen End-Konidie.
Die unterschiedlichen Birnensorten sind unterschiedlich anfällig. Kleinere Pflanzen sind am stärksten betroffen. Junge Pflanzenteile sind anfälliger als ausgewachsene.
Einmal infizierter Boden der Obstplantage produziert über Jahre Sporen. Flächen mit Laub von Birnbäumen produzieren etwa fünfmal so viel Ascosporen wie Weideland. Konidiosporen werden von beiden Flächen etwa gleich viel produziert. Ascosporen werden von Dezember bis April und von August bis Oktober produziert. Im Winter mehr auf dem Weideland. Im Sommer mehr auf dem Birnenlaub. Konidiosporen werden von April bis November produziert, mit einem Maximum zwischen Juli und September. Häufige Bewässerung und fehlende Bodenbearbeitung begünstigen die Ausbreitung der Krankheit.

## Vorkommen
Der Pilz trat bisher vor allem in den wärmeren Gegenden Europas auf, ist aber nun auch in Deutschland verbreitet, Ende der 70er Jahre in Italien, in den 80er Jahren in Spanien und Frankreich, 1997 in den Niederlanden und 2002 in Belgien. Die weltweite Infektionshäufigkeit beträgt schätzungsweise 1 bis 10 %.

## Anfälligkeiten der Birnensorten
Liste nach E. Montesinos.

### Anfällige Sorten
Sortiert von sehr anfällig bis wenig anfällig.
- Passe-Crassane
- Alexandrine Douillard
- Conference (Birne)
- Vereinsdechantsbirne
- Herzog von Bordeaux
- Abbé Fétel
- Boscs Flaschenbirne
- Rocha (Birne)
- Winter Nelis
- General Leclerc

### Kaum anfällige Sorten
- Williams Christ
- Beurré Hardy
- Blanca de Aranjuez (Blanquilla)
- Gute Luise
- Grand Champion
- Highland

## Varianten
Es gibt Varianten von Stemphylium vesicarium, die Zwiebeln, Spargel, Doldenblütler, Knoblauch oder Mango befallen. Die unterschiedlichen Varianten von Stemphylium vesicarium produzieren unterschiedliche Gifte. Die Gifte sind speziell an die zu befallenden Wirtspflanzen angepasst. Die Variante für Birnen tötet das Gewebe bereits ab einer Gift-Konzentration von 10−8 (0,01 Mikrogramm je Gramm). Die anderen Varianten machen Birnen nicht krank. Die Variante für Petersilie schädigt zwar auch andere Doldenblütler. Sie kann Birnen jedoch nur an bereits verletzten Stellen infizieren. Unterschiedliche Varianten können gleichzeitig nebeneinander auftreten. Die Sporen der Varianten können durch Analyse der Desoxyribonukleinsäure voneinander unterschieden werden.

## Bekämpfung
Viele Fungizide sind wirksam. Die Bekämpfung durch Spritzen von Fungiziden ist jedoch kaum erfolgreich. Die abgestorbenen Bereiche der Pflanzen können nicht geheilt werden. Zudem wirkt der infizierte Boden unter den Pflanzen als Inokulum. Er liefert ständig Sporen, womit die Pflanzen neu infiziert werden.
Es ist egal, ob wöchentlich gespritzt wird oder nach Warnsystem. Beide Varianten bringen gleich schlechte Ergebnisse. Spritzung erst nach dem Auftreten der ersten Symptome bringt noch schlechtere Ergebnisse. Am aussichtsreichsten ist die Kombination von Fungizidspritzung während der Wachstumsperiode mit der Beseitigung von infizierten Pflanzenteilen während des gesamten Jahres, um die Ansteckungsgefahr zu reduzieren. Die befallenen Pflanzenreste sollten vergraben werden. Vor dem Vergraben mit Harnstoff benetzen, damit der mikrobielle Abbau beschleunigt wird.
Einigermaßen wirksam aber aufwendig ist die Umhüllung der Birnbäume mit Folie nach der Blüte bis zur Ernte.
Große Beachtung als Inokulum verdient der Boden unter den Birnbäumen. Häufige Bodenbearbeitung mindert die Produktion von Sporen. Durch das Infizieren der Pflanzenreste am Boden mit antagonistischen Trichoderma-Pilzen kann die Produktion von Stemphylium-Sporen während der Wachstumsperiode gut reduziert werden.
Kupfersalze und Fosetyl-aluminium wirken in verdünnter Form bei Birnen als Pflanzenstärkungsmittel. Sie reduzieren die Empfindlichkeit der Birnbäume gegen die Gifte von Stemphylium vesicarium. Bei anderen Krankheiten werden sie als Fungizide eingesetzt.
Die Birnbäume sollten mit genügend Abstand gepflanzt werden. Sie sollten so geschnitten werden, dass der Wind alle Pflanzenteile leicht erreicht, damit sie nach Regen schnell abtrocknen. Je länger die Blätter feucht sind, desto mehr Sporen können keimen.
Es gibt Versuche, die Infektion von Zwiebeln durch vorher gespritzte Pflanzenstärkungsmittel zu reduzieren.